# Ivan Mitsjoerin

Ivan Mitsjoerin

Ivan Vladimirovitsj Mitsjoerin (Russisch: Иван Владимирович Мичурин, wetenschappelijke transliteratie Ivan Vladimirovič Mičurin) (Dolgoje, thans Mitsjoerovka (Oblast Rjazan), 27 oktober [O.S. 15 oktober] 1855 – Koslov, thans Mitsjoerinsk, 7 juni 1935) was een Russische botanicus en plantenkweker.

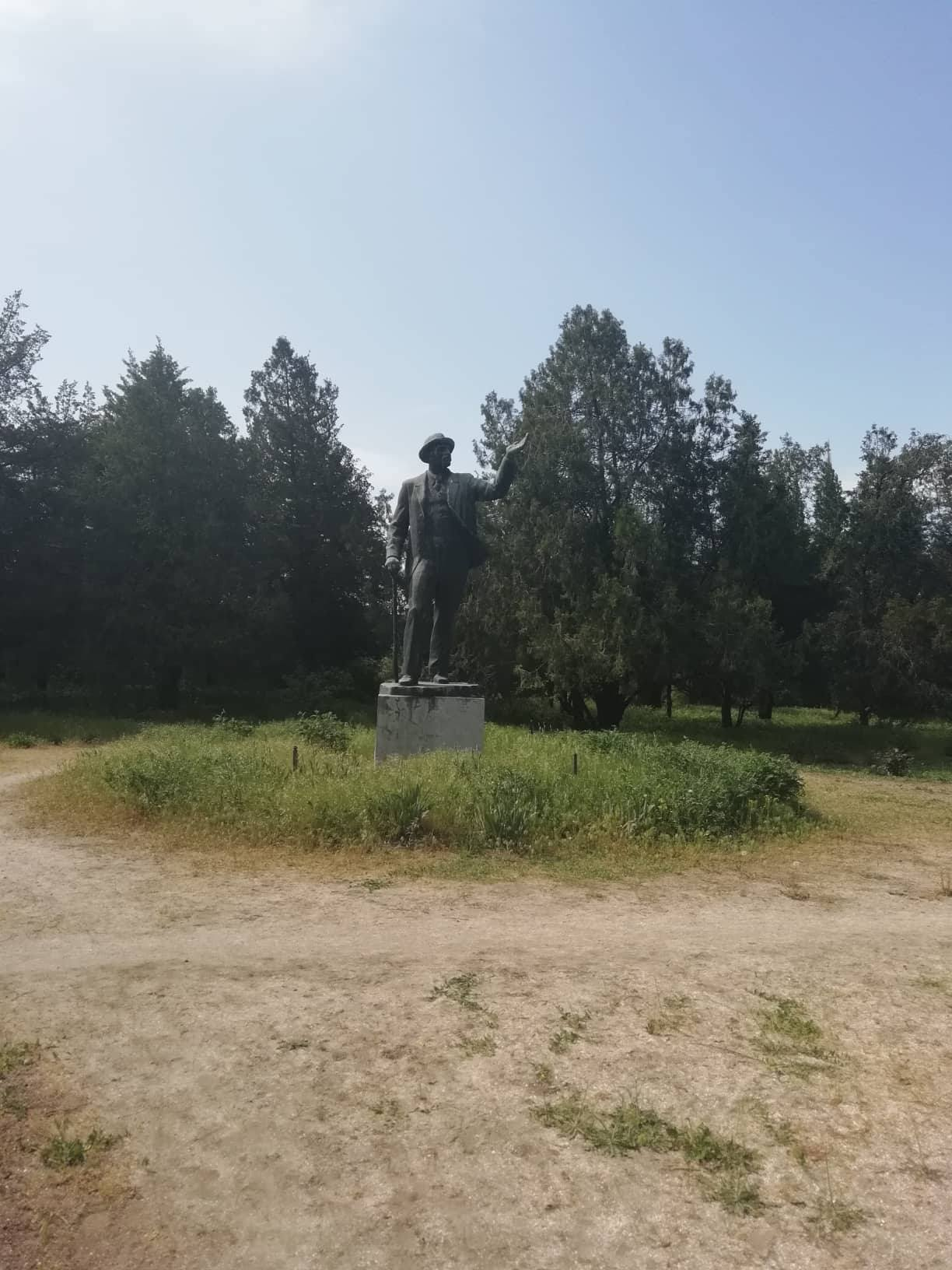

Het lukte hem om vorstbestendige fruitsoorten voor het landklimaat van Rusland te kweken (waaronder de mini-kiwi en appelbes), wat de fruitteelt voor het eerst mogelijk maakte in grotere gebieden van Rusland, met lage wintertemperaturen. Zijn eerste poging werd niet ondersteund door het Tsaristische ministerie van landbouw. Wat Mitsjoerin bij het Tsaristische regime niet lukte, leidde echter enige dagen na de Oktoberrevolutie bij de bevoegde Sovjet-overheidsorganen wel tot succes. Hij kreeg de vereiste middelen en ondersteuning en kon zo voor het Russische klimaat meer dan 300 soorten kweken.
Wegens zijn successen werd zelfs zijn woonplaats naar hem, Mitsjoerinsk genoemd. Mitsjoerin was enthousiast over het nieuwe regime en gebruikte de rijkssubsidie voor zijn wetenschappelijke onderzoek. In het oude Rusland was hij volgens zijn eigen woorden: “Nog een onbetekende einzelgänger van de experimentele landbouw. Maar de grote Lenin had zijn werk pas  begrepen  en voor hem de weg in het socialistische leven geëffend en ook partijgenoot Stalin had hem verder ondersteund.”
Mitsjoerin had de opvatting dat zaailingen van fruitplanten door opkweken en geschikte onderstammen (enten) beïnvloed werden en niet door de wetten van Mendel, de zo behaalde resultaten hield Mitsjoerin abusievelijk voor erfelijk. Zijn opvattingen  werden tot grondslagen van de officiële partijleer verheven en bindend voor het hele land. Op de grondslagen van Mitsjoerins ideeën ontstonden in de hele Sovjet-Unie en later, na de Tweede Wereldoorlog ook in de meeste staten van het Oostblok scholen en wetenschappelijke instellingen die niet de erfelijkheidsleer van Gregor Mendel onderwezen, maar de methoden van Mitsjoerin onderwezen en verder ontwikkelden. De plantkunde werd een politieke zaak en een ideologie. Het gevolg was dat groente en fruit in de vroege jaren zestig in het Oostblok een schaars artikel werd.
Bij de verbreiding van de nieuwe “Mitsjoerinse Wetenschap”, die zich baseerde op Charles Darwin, Jean-Baptiste de Lamarck en Karl Marx en aan de wereld de superioriteit van de Sovjetse wetenschap moest bewijzen, maakte later een leerling en medewerker van Mitsjoerin naam, Trofim Lysenko. Als hoofd van de landbouwacademie was Lysenko 16 jaar lang, van 1948 – 1964 de “dictator van de sovjetse biologie”. Zijn leer heette lysenkoïsme. 
De grootste wens van Mitsjoerin waren  echter toch de schooltuinen en het meetellen  van de natuurwetenschappen, plantkunde en in het bijzonder de tuinbouw in het onderwijs en de scholen. Hij zag in de leraar de tuinman en in de scholier de jonge boom, die op te kweken en te vormen was, zodat hij eens de beste vruchten dragen kan.
- Biblioteca Nacional de España: XX4708486
- Author citation (botany): Miciurin
- CiNii: DA07787621
- Gemeinsame Normdatei: 118582828
- International Standard Name Identifier: 0000 0000 8243 3790
- Library of Congress Control Number: n82220506
- Nationale Bibliotheek van Letland: 000132155
- Bibliotheek van het Japanse parlement: 00524443
- Nationale Bibliotheek van Tsjechië: nlk20010098882
- Nationale bibliotheek van Australië: 36434474
- Nationale Bibliotheek van Israël: 987007273120705171
- Nationale Bibliotheek van Polen: a0000001710202
- Nationale en Universitaire bibliotheek Zagreb: 000096328
- Nederlandse Thesaurus van Auteursnamen: 069827133
- Réseau des bibliothèques de Suisse occidentale: 02-A000114821
- Istituto Centrale per il Catalogo Unico: IEIV010196
- SNAC: w63p2hq1
- Système universitaire de documentation: 101678959
- Trove: 1256374
- Virtual International Authority File: 59876605
- WorldCat: E39PBJwRRBTGqqqHRhhBF8Rh73